# Shûbun
Shûbun (bra Escândalo ou O Escândalo) é um filme japonês de 1950, dirigido por Akira Kurosawa.

## Sinopse
Ichiro Aoye (Toshirō Mifune), um jovem pintor famoso, acidentalmente encontra uma jovem cantora famosa, Miyako Saijo (Shirley Yamaguchi), enquanto passa as férias nas montanhas. Após descobrir que ambos estão ficando no mesmo hotel, ele a oferece uma carona para onde eles estão se hospedando. No caminho, eles são reconhecidos por fotógrafos do tablóide "Amour", que seguem os dois. Como Saijo recusa uma entrevista aos fotógrafos, eles tramam sua vingança tirando uma foto do casal tendo uma conversa inocente e a publicam com a legenda "A história de amor de Miyako Saijo". Durante o circo subsequente promovido pela mídia, Aoye se aproxima de um advogado, Hiruta, interpretado por Takashi Shimura, que o aconselha a processar a revista. Aoye concorda mas Hiruta, desesperado por presentear sua filha doente de cama Masako (Yôko Katsuragi), aceita um suborno do editor da revista para cancelar o julgamento. Depois de passar uma noite embriagado fora com Aoye, Hiruta tem uma revelação de que não é tarde para se fazer a coisa certa e, impressionado pela gentileza de Aoye e Saijo para com a sua filha Masako, e pelo próprio desgosto de Masako pelo jeito com o qual ele vinha lidando com o caso, Hiruta confessa tudo e, apesar de ter sua licença de advogado caçada, sua reputação está salva e a revista "Amoure" perde o caso. O filme termina com uma nota triste sobre a morte de Masako.[carece de fontes?]